# Lista de bairros de Belém (Pará)
Esta é a lista de bairros de Belém, um município brasileiro e capital do estado do Pará, que é dividido oficialmente em 72 bairros oficiais distribuídos em oito unidades básicas de planejamento (Distritos Administrativos) desde 1994, conforme as leis municipais 7 806 (publicada no Diário Oficial do Município em 30 de julho de 1996) e 8 655 (o Plano Diretor Urbano de Belém). Os dados mais recentes foram coletados pelo Instituto Brasileiro de Geografia e Estatística (IBGE) durante o Censo 2022.
A última alteração na divisão territoral no município de Belém ocorreu em 24 de abril de 2019, quando se ocorreu a criação do bairro Antônio Lemos localizado no Distrito Administrativo de Icoaraci partindo do desmembramento dos bairros do Maracacuera e do Águas Negras, através da Lei Municipal nº 9453 alterando a Lei nº 7.806, de 30 de julho de 1996, formando ao todo 72 bairros. 
Os 72 bairros são distribuidos nas unidades básicas de planejamento, que foram nomeadas Zonas Administrativas ou Distritos Administrativos, que são: Belém (DABEL); Benguí (DABEN); Entroncamento (DAENT); Guamá (DAGUA); Icoaraci (DAICO); Mosqueiro (DAMOS); Outeiro (DAOUT), e; Sacramenta (DASAC).

Belém do Pará

## Dados por Distrito

### Belém (Centro)[12][10][13]
| Distrito Administrativo de Belém (DABEL) | Distrito Administrativo de Belém (DABEL) | Distrito Administrativo de Belém (DABEL) | Distrito Administrativo de Belém (DABEL) | Distrito Administrativo de Belém (DABEL) | Distrito Administrativo de Belém (DABEL) |
| Bairro                                   | População (2022)                         | Domicílios (2022)                        | Área (Km²)                               | Densidade Demográfica (Hab/Km²)          | IDH (2010)                               |
| ---------------------------------------- | ---------------------------------------- | ---------------------------------------- | ---------------------------------------- | ---------------------------------------- | ---------------------------------------- |
| Batista Campos                           | 18.335                                   | 7.741                                    | 1,42                                     | 12.877,73                                | 0,866                                    |
| Campina                                  | 5.111                                    | 2.905                                    | 1,06                                     | 4.819,41                                 | 0,918                                    |
| Cidade Velha                             | 10.455                                   | 4.122                                    | 1,47                                     | 7.098,69                                 | 0,840                                    |
| Nazaré                                   | 17.755                                   | 7.963                                    | 1,51                                     | 11.729,53                                | 0,927                                    |
| Reduto                                   | 5.168                                    | 2.354                                    | 0,87                                     | 5.907,29                                 | 0,927                                    |
| São Brás                                 | 17.724                                   | 7.802                                    | 1,62                                     | 10.968,44                                | 0,907                                    |
| Marco                                    | 59.847                                   | 24.432                                   | 4,90                                     | 12.218,56                                | 0,841                                    |
| Umarizal                                 | 32.639                                   | 13.694                                   | 2,68                                     | 12.201,06                                | 0,885                                    |
| Centro                                   | 140.032                                  | 60.525                                   | 14,00                                    | 9.999,02                                 | 0,888                                    |

### Benguí
| Distrito Administrativo do Benguí - Nova Belém (DABEN) | Distrito Administrativo do Benguí - Nova Belém (DABEN) | Distrito Administrativo do Benguí - Nova Belém (DABEN) | Distrito Administrativo do Benguí - Nova Belém (DABEN) | Distrito Administrativo do Benguí - Nova Belém (DABEN) | Distrito Administrativo do Benguí - Nova Belém (DABEN) |
| Bairro                                                 | População (2022)                                       | Domicílios (2022)                                      | Área (Km²)                                             | Densidade Demográfica (Hab/Km²)                        | IDH (2010)                                             |
| ------------------------------------------------------ | ------------------------------------------------------ | ------------------------------------------------------ | ------------------------------------------------------ | ------------------------------------------------------ | ------------------------------------------------------ |
| Benguí                                                 | 23.549                                                 | 8.697                                                  | 1,90                                                   | 12.421,86                                              | 0,676                                                  |
| Cabanagem                                              | 22.563                                                 | 8.903                                                  | 1,71                                                   | 13.182,66                                              | 0.657                                                  |
| Coqueiro                                               | 49.790                                                 | 20.087                                                 | 6,89                                                   | 7.230,07                                               | 0,774                                                  |
| Parque Verde                                           | 42.541                                                 | 16.999                                                 | 4,99                                                   | 8.527,58                                               | 0,820                                                  |
| Pratinha                                               | 22.916                                                 | 8.564                                                  | 3,86                                                   | 5.938,84                                               | 0,784                                                  |
| São Clemente                                           | 8.697                                                  | 3.397                                                  | 1,27                                                   | 7.076,61                                               | 0,641                                                  |
| Tapanã                                                 | 69.294                                                 | 26.452                                                 | 10,77                                                  | 6.436,05                                               | 0,710                                                  |
| Una                                                    | 5.182                                                  | 2.338                                                  | 0,85                                                   | 6.116,20                                               | 0,657                                                  |
| Nova Belém                                             | 275.694                                                | 108.046                                                | 34,47                                                  | 7.997,48                                               | 0,714                                                  |

### Entroncamento
| Distrito Administrativo do Entroncamento (DAENT) | Distrito Administrativo do Entroncamento (DAENT) | Distrito Administrativo do Entroncamento (DAENT) | Distrito Administrativo do Entroncamento (DAENT) | Distrito Administrativo do Entroncamento (DAENT) | Distrito Administrativo do Entroncamento (DAENT) |
| Bairro                                           | População (2022)                                 | Domicílios (2022)                                | Área (Km²)                                       | Densidade Demográfica (Hab/Km²)                  | IDH (2010)                                       |
| ------------------------------------------------ | ------------------------------------------------ | ------------------------------------------------ | ------------------------------------------------ | ------------------------------------------------ | ------------------------------------------------ |
| Águas Lindas                                     | 17.108                                           | 6.798                                            | 3,29                                             | 5.195,61                                         | 0,634                                            |
| Aurá                                             | 2.016                                            | 825                                              | 6,29                                             | 321,05                                           | 0,622                                            |
| Castanheira                                      | 19.891                                           | 8.331                                            | 2,36                                             | 8.439,01                                         | 0,751                                            |
| Curió-Utinga                                     | 17.413                                           | 6.728                                            | 30,11                                            | 578,39                                           | 0,708                                            |
| Guanabara                                        | 1.439                                            | 556                                              | 0,75                                             | 1.922,29                                         | 0,656                                            |
| Mangueirão                                       | 34.605                                           | 13.994                                           | 6,25                                             | 5.540,85                                         | 0,795                                            |
| Marambaia                                        | 58.870                                           | 22.648                                           | 5,05                                             | 11.665,98                                        | 0,855                                            |
| Souza                                            | 11.032                                           | 4.465                                            | 4,04                                             | 2.730,11                                         | 0,855                                            |
| Val-de-Cans                                      | 7.068                                            | 2.621                                            | 9,33                                             | 757,86                                           | 0,839                                            |
| Universitário                                    | 7.385                                            | 2.514                                            | 4,58                                             | 1.613,67                                         | 0,676                                            |
| Entroncamento                                    | 123.825                                          | 48.347                                           | 68,49                                            | 1.807,95                                         | 0,739                                            |

### Guamá
| Distrito Administrativo do Guamá (DAGUA) | Distrito Administrativo do Guamá (DAGUA) | Distrito Administrativo do Guamá (DAGUA) | Distrito Administrativo do Guamá (DAGUA) | Distrito Administrativo do Guamá (DAGUA) | Distrito Administrativo do Guamá (DAGUA) |
| Bairro                                   | População (2022)                         | Domicílios (2022)                        | Área (Km²)                               | Densidade Demográfica (Hab/Km²)          | IDH (2010)                               |
| ---------------------------------------- | ---------------------------------------- | ---------------------------------------- | ---------------------------------------- | ---------------------------------------- | ---------------------------------------- |
| Canudos                                  | 11.923                                   | 4.752                                    | 0,80                                     | 14.950,66                                | 0,790                                    |
| Cremação                                 | 28.604                                   | 10.900                                   | 1,47                                     | 19.428,02                                | 0,724                                    |
| Condor                                   | 34.605                                   | 13.078                                   | 1,82                                     | 19.006,31                                | 0,644                                    |
| Guamá                                    | 81.227                                   | 29.853                                   | 4,31                                     | 18.865,28                                | 0,746                                    |
| Jurunas                                  | 53.985                                   | 19.944                                   | 2,55                                     | 21.131,12                                | 0,802                                    |
| Terra Firme                              | 46.750                                   | 16.630                                   | 2,41                                     | 19.401,38                                | 0,687                                    |
| DAGUA                                    | 283.619                                  | 104.872                                  | 14,87                                    | 19.076,79                                | 0,732                                    |

### Icoaraci
| Distrito Administrativo de Icoaraci (DAICO) | Distrito Administrativo de Icoaraci (DAICO) | Distrito Administrativo de Icoaraci (DAICO) | Distrito Administrativo de Icoaraci (DAICO) | Distrito Administrativo de Icoaraci (DAICO) | Distrito Administrativo de Icoaraci (DAICO) |
| Bairro                                      | População (2022)                            | Domicílios (2022)                           | Área (Km²)                                  | Densidade Demográfica (Hab/Km²)             | IDH (2010)                                  |
| ------------------------------------------- | ------------------------------------------- | ------------------------------------------- | ------------------------------------------- | ------------------------------------------- | ------------------------------------------- |
| Águas Negras                                | 9.795                                       | 4.254                                       | 5,19                                        | 1.885,93                                    | 0,745                                       |
| Agulha                                      | 16.853                                      | 6.706                                       | 1,30                                        | 12.983,01                                   | 0,719                                       |
| Campina de Icoaraci                         | 23.038                                      | 8.893                                       | 2,70                                        | 8.523,45                                    | 0,709                                       |
| Cruzeiro                                    | 11.488                                      | 4.705                                       | 2,16                                        | 5.327,83                                    | 0,717                                       |
| Maracacuera                                 | 19.674                                      | 7.953                                       | 7,98                                        | 2.466,70                                    | 0,654                                       |
| Paracuri                                    | 16.220                                      | 6.208                                       | 2,80                                        | 5.791,72                                    | 0,622                                       |
| Parque Guajará                              | 28.220                                      | 11.234                                      | 5,57                                        | 5.062,48                                    | 0,729                                       |
| Ponta Grossa                                | 11.743                                      | 4.981                                       | 1,56                                        | 7.531,33                                    | 0,753                                       |
| Tenoné                                      | 36.692                                      | 11.689                                      | 6,78                                        | 5.410,35                                    | 0,760                                       |
| Icoaraci                                    | 171.524                                     | 68.724                                      | 35,74                                       | 4.799,47                                    | 0,712                                       |

### Mosqueiro
| Distrito Administrativo de Mosqueiro (DAMOS) | Distrito Administrativo de Mosqueiro (DAMOS) | Distrito Administrativo de Mosqueiro (DAMOS) | Distrito Administrativo de Mosqueiro (DAMOS) | Distrito Administrativo de Mosqueiro (DAMOS) | Distrito Administrativo de Mosqueiro (DAMOS) |
| Bairro                                       | População (2022)                             | Domicílios (2022)                            | Área (Km²)                                   | Densidade Demográfica (Hab/Km²)              | IDH (2010)                                   |
| -------------------------------------------- | -------------------------------------------- | -------------------------------------------- | -------------------------------------------- | -------------------------------------------- | -------------------------------------------- |
| Aeroporto                                    | 1.325                                        | 850                                          | 0,48                                         | 2.753,02                                     | 0,727                                        |
| Ariramba                                     | 2.706                                        | 2.874                                        | 3,68                                         | 735,86                                       | 0,642                                        |
| Baía do Sol                                  | 3.004                                        | 2.252                                        | 7,93                                         | 378,80                                       | 0,640                                        |
| Bonfim                                       | 1.226                                        | 1.248                                        | 6,87                                         | 177,84                                       | 0,573                                        |
| Carananduba                                  | 5.963                                        | 2.875                                        | 3,47                                         | 1.715,12                                     | 0,699                                        |
| Caruará                                      | 926                                          | 682                                          | 3,05                                         | 303,49                                       | 0,640                                        |
| Chapéu Virado                                | 1.309                                        | 1.942                                        | 1,33                                         | 980,66                                       | 0,727                                        |
| Farol                                        | 986                                          | 1.548                                        | 1,01                                         | 976,11                                       | 0,573                                        |
| Mangueiras                                   | 2.933                                        | 2.343                                        | 4,18                                         | 701,21                                       | 0,640                                        |
| Maracajá                                     | 3.911                                        | 1.925                                        | 3,93                                         | 995,35                                       | 0,640                                        |
| Marahú                                       | 125                                          | 319                                          | 2,86                                         | 43,69                                        | 0,640                                        |
| Murubira                                     | 1.648                                        | 2.105                                        | 2,29                                         | 718,51                                       | 0,727                                        |
| Natal do Murubira                            | 1.179                                        | 1.022                                        | 0,50                                         | 2.335,79                                     | 0,622                                        |
| Paraíso                                      | 420                                          | 824                                          | 2,33                                         | 180,45                                       | 0,640                                        |
| Porto Arthur                                 | 277                                          | 368                                          | 0,35                                         | 782,72                                       | 0,727                                        |
| Praia Grande                                 | 712                                          | 905                                          | 0,62                                         | 1.140,13                                     | 0,727                                        |
| São Francisco                                | 2.640                                        | 2.088                                        | 2,73                                         | 967,99                                       | 0,642                                        |
| Sucurijuquara                                | 1.130                                        | 659                                          | 7,26                                         | 155,71                                       | 0,573                                        |
| Vila                                         | 2.808                                        | 2.556                                        | 1,50                                         | 1.866,72                                     | 0,727                                        |
| Mosqueiro                                    | 38.385                                       | 31.550                                       | 459,16                                       | 83,60                                        | 0,659                                        |

### Outeiro
| Distrito Administrativo de Outeiro (DAOUT) | Distrito Administrativo de Outeiro (DAOUT) | Distrito Administrativo de Outeiro (DAOUT) | Distrito Administrativo de Outeiro (DAOUT) | Distrito Administrativo de Outeiro (DAOUT) | Distrito Administrativo de Outeiro (DAOUT) |
| Bairro                                     | População (2022)                           | Domicílios (2022)                          | Área (Km²)                                 | Densidade Demográfica (Hab/Km²)            | IDH (2010)                                 |
| ------------------------------------------ | ------------------------------------------ | ------------------------------------------ | ------------------------------------------ | ------------------------------------------ | ------------------------------------------ |
| Água Boa                                   | 8.290                                      | 3.913                                      | 1,75                                       | 4.743,64                                   | 0,626                                      |
| Brasília                                   | 5.843                                      | 2.657                                      | 3,28                                       | 1.779,34                                   | 0,573                                      |
| Itaiteua                                   | 1.400                                      | 528                                        | 2,16                                       | 648,98                                     | 0,640                                      |
| São João do Outeiro                        | 11.069                                     | 571                                        | 5,90                                       | 1.875,68                                   | 0,683                                      |
| Outeiro                                    | 39.478                                     | 20.513                                     | 417,52                                     | 94,55                                      | 0,630                                      |

### Sacramenta
| Distrito Administrativo da Sacramenta (DASAC) | Distrito Administrativo da Sacramenta (DASAC) | Distrito Administrativo da Sacramenta (DASAC) | Distrito Administrativo da Sacramenta (DASAC) | Distrito Administrativo da Sacramenta (DASAC) | Distrito Administrativo da Sacramenta (DASAC) |
| Bairro                                        | População (2022)                              | Domicílios (2022)                             | Área (Km²)                                    | Densidade Demográfica (Hab/Km²)               | IDH (2010)                                    |
| --------------------------------------------- | --------------------------------------------- | --------------------------------------------- | --------------------------------------------- | --------------------------------------------- | --------------------------------------------- |
| Barreiro                                      | 22.441                                        | 7.847                                         | 1,03                                          | 21.808,59                                     | 0,684                                         |
| Fátima                                        | 11.233                                        | 4.176                                         | 0,62                                          | 18.153,42                                     | 0,763                                         |
| Maracangalha                                  | 28.478                                        | 9.974                                         | 1,94                                          | 14.650,73                                     | 0,711                                         |
| Miramar                                       | 578                                           | 205                                           | 1,62                                          | 357,39                                        | 0,881                                         |
| Pedreira                                      | 64.465                                        | 25.650                                        | 3,61                                          | 17.394,16                                     | 0,784                                         |
| Sacramenta                                    | 40.835                                        | 15.226                                        | 2,37                                          | 17.234,26                                     | 0,758                                         |
| Telégrafo                                     | 38.300                                        | 13.499                                        | 2,35                                          | 16.271,86                                     | 0,754                                         |
| DASAC                                         | 230.846                                       | 86.412                                        | 15,21                                         | 15.180,12                                     | 0,762                                         |

## Toponímia
A história sobre o nome dos bairros (topônimos):

### Distrito Administrativo de Belém (DABEL)
- Batista Campos: Homenagem ao Padre Batista Campos, que exerceu vários cargos de importância na vida política do Pará. Foi um dos inspiradores da Cabanagem.
- Campina (Comércio): Onde se localizou o comércio mais representativo de Belém. A rua principal teve a denominação de Mercadores, depois mudada para Cadeia, por ficar nessa artéria a prisão, passando posteriormente a ser chamada de Conselheiro João Alfredo.
- Cidade Velha: Parte de Belém onde os portugueses, sob o comando de Francisco Caldeira Castelo Branco, desembarcaram, construindo um forte de madeira e uma capela. Saindo do forte, os colonos abriram um caminho, que chamaram de rua do Norte, e foram se aventurando na construção de casas para moradia. Daí surgiu a Cidade, chamada posteriormente de Velha, permanecendo esta denominação até os dias presentes.
- Nazaré: Em referência a Igreja de Nossa Senhora de Nazaré, edificada no local.
- Reduto: Lugar onde esteve ereto um Reduto (pequena praça de guerra, forte) que deu nome ao bairro.
- São Brás: Lembrança do culto que o povo paraense devotava a este glorioso santo, cuja procissão saía da igreja das Mercês para a de Nazaré, com grande aparato e imensa devoção.
- Umarizal: Lugar de umari, onde deviam frutificar as árvores que caracterizaram esta área.
- Marco: Significa a implantação do Marco da posse da primeira légua patrimonial de Belém. Assinalava o término da extensão da propriedade da terra que lhe fora mandada dar, por vontade régia.

### Distrito Administrativo do Benguí (DABEN)
- Benguí[nota 1]: denominação reconhecida pela população do local, formado pela junção do prenome de dois imigrantes. Foi originado a partir de uma antiga parada de trem no Ramal do Pinheiro da então Ferrovia Belém-Bragança,[14]
- Cabanagem: Ocupação em homenagem ao movimento revolucionário dos cabanos.
- Coqueiro: Denominação atribuída pelos moradores mais antigos, devido a farta plantação de coqueiros outrora lá existente.
- Parque Verde: Denominação atribuída, em função das características e tendências de ocupação ordenada da área.
- Pratinha: Região atravessada pela estrada do Pratinha.
- São Clemente: Homenageia a antiga comunidade da área onde existia uma igreja, cemitério e estrada de mesmo nome.
- Tapanã: denominação consagrada pela comunidade da tradicional área de ocupação, que é limitada pela estrada de mesmo nome. Foi originado a partir de uma antiga parada de trem no Ramal do Pinheiro,[14]
- Una: Área parte da Bacia do Una, limitada pela estrada do Una.

### Distrito Administrativo do Entroncamento (DAENT)
- Curió-Utinga: Nome que unifica as aspirações das comunidades existentes, homenageando o manancial que abastece Belém.
- Águas Lindas: Denominação que se dá ao local por haver cacimba de águas claras e límpidas.
- Aurá (Anita Gerosa): Devido à proximidade do rio Aurá.
- Castanheira: Devido a presença de uma castanheira centenária que delimitava o início da cidade, no Km 0 da BR-316.
- Guanabara: Homenagem a Baía de Guanabara, no Rio de Janeiro.
- Mangueirão: Em referência ao apelido do estádio de futebol Edgar Proença, edificado no local.
- Marambaia: Lote das terras que pertenceram ao sr. João Baltazar e por este aforadas a diversas pessoas que construíram suas casas.
- Souza: O povoado de Sousa foi fundado depois da Corte de Madri haver atendido às reclamações de Álvaro de Sousa, filho do governador geral, de quem Feliciano Coelho de Carvalho pretendeu usurpar o direito de posse.
- Val-de-Cans: Região militar onde se treinava cães, conhecida como Vale dos Cães.
- Universitário: Denominação proposta por ser composto das áreas institucionais da Universidade Federal do Pará (UFPA).

### Distrito Administrativo do Guamá (DAGUA)
- Canudos: Homenagem à presença da força policial do Pará na campanha de Canudos, contra os cangaceiros, quando os paraenses obtiveram magníficos triunfos, que possibilitaram a queda do derradeiro reduto rebelde.
- Condor: Companhia de navegação aérea alemã, que se estabeleceu à margem do rio Guamá, onde possuía armazéns para descarga de mercadorias.
- Cremação: Área onde foi instalado o Forno Crematório de Belém.
- Guamá: O rio Guamá fica situado à margem da área que dá denominação ao mesmo.
- Jurunas: Tribo indígena. Aliás em todo o bairro que pertence à zona sul de Belém, as travessas têm as denominações de outras tribos, tais como: Apinagés, Mundurucus, Timbiras, Pariquis, Tamoios, Caripunas, Tupinambás, etc.
- Terra Firme: A denominação reflete a característica do bairro. Este bairro teve, antes, a denominação de Montese.

### Distrito Administrativo deIcoaraci(DAICO)
- Águas Negras: Devido cor da água do igarapé que delimita do bairro.
- Agulha: Deve-se esta denominação ao aparelho chamado de agulha, que fazia a troca de trilhos para a manobra do trem, que corria nesta área.
- Antônio Lemos: Deve-se a uma homenagem ao ex-intendente de Belém, Antônio Lemos, conhecido pelas grandes intervenções urbanisticas na capital ao longo de seu mandato.
- Campina de Icoaraci: Compreende a área que integrava as terras do matadouro e se destacava por suas pastagens.
- Cruzeiro: Deve seu nome ao Cruzeiro localizado na ponta de terra entre o Rio Maguari e a Baia do Guajará. Este é um dos mais antigos referenciais da antiga Vila Pinheiros.
- Maracacueira: Ocupação próxima da antiga fazenda Maracacuera, deu nome também a estrada de acesso.
- Paracuri: Nome originário da tribo indígena que desenvolvia neste local a cerâmica marajoara originando as primeiras olarias e, cuja ocupação se dá em torno do igarapé de mesmo nome.
- Parque Guajará: Devido o Parque Ecológico do Guajará, existente no bairro da zona norte.
- Ponta Grossa: Segundo versões, teria essa denominação por ser o alargamento dos trilhos do trem no seu trajeto Belém-Icoaraci.
- Tenoné: Antiga parada de trem localizada no Ramal do Pinheiro da então Ferrovia Belém-Bragança.[14] Termo em referência à época que as pessoas percorriam andando este ramal de 16 km de extensão, e durante a caminhada as pessoas perguntavam aos moradores tapuyas da região "Icoaraci ainda está longe?" e a resposta era "tenoné!", que em português representa "é mais adiante".[15]

### Distrito Administrativo deMosqueiro(DAMOS)
- Aeroporto: Deve-se a ocupação da área do antigo aeroporto, reivindicado pela comunidade.
- Ariramba: Ave de bico longo que gosta da beira dos rios, muito frequente nessa praia que levou seu nome. Segundo historiadores inicia a primeira fase de penetração na ilha de Mosqueiro.
- Baía do Sol: Recebe esta denominação devido ser banhada pela Baia do Sol. Desde tempos idos tradicionais pela pesca, a partir de suas comunidades originárias, Bacuri e Fazenda.
- Bonfim: Ocupação da antiga Granja do Bonfim.
- Carananduba: Na linguagem indígena, CARANÃ-GRANDE, significa Palmeira semelhante ao açaizeiro, de cujo fruto prepara-se uma bebida tal o açaí. Sua ocupação é tão antiga quanto a vila.
- Caruará: Denominação atribuída pela população, que na cultura indígena significa: duendes que fazem adormecer a quem freqüentasse sua praia.
- Chapéu Virado: Denominação dada pelos frequentadores do Mosqueiro antigo, que por causa da força do vento, virava sempre a aba dos chapéus.
- Farol: Historicamente, o nome evoluiu de Ponta-do-Chapéu-Virado, Farol do Chapéu Virado (pela existência de um farol), até Farol, com praia de mesmo nome.
- Mangueiras: Denominação dada em função de ser limitada pela atual Av. 16 de Novembro, conhecida como Rua das Mangueiras.
- Maracajá: Espécie de gato-do-mato, adotado como símbolo da comunidade.
- Marahú: Deve sua denominação a antiga posse de terra denominada “Sítio Marahú”, e a praia de mesmo nome.
- Murubira: Deve-se as Tribos dos Moribiras, que originaram a ocupação, e a nascente do rio de mesmo nome.
- Natal do Murubira: Em função de apelos  da comunidade do sítio; limitado de um lado pelo loteamento Jardim Natal, de outro pelo rio Murubira e, também atravessado pela Rua Natal do Murubira.
- Paraíso: Facilmente associado a um lugar calmo, florescente e de grande beleza. Foram seus antigos ocupantes que assim denominaram.
- Porto Arthur: Nome que se deve ao português Arthur Pires Teixeira, um dos primeiros moradores do local e amante das belezas e da paz mosqueirense, no começo do século XX.
- Praia Grande:  Sua denominação deve-se a grande extensão de praia, e em épocas remotas servia de ponto de referência e de encontro da sociedade mosqueirense.
- São Francisco: Denominação devido à capela do Cemitério de São Francisco outrora ali localizada, que deu nome a praia e foi assumido pela comunidade.
- Sucurijuquara: Área limitada pelo igarapé Sucurijuquara, do tupi-guajajara que significa ''Morada de Sucuriju''.
- Vila: Segundo historiadores, o primeiro povoado de Mosqueiro. Teve grande importância no desenvolvimento da ilha por ser o ponto de chegada e saída para todos os visitantes e moradores.

### Distrito Administrativo doOuteiro(DAOUT)
- Água Boa: Nome dado em função da existência, na área, do igarapé Água Boa e da praia que recebe o mesmo nome.
- Brasília: Advém da antiga posse Sítio Redentor que sofreu ocupação espontânea recente e cuja comunidade denominou Brasília.
- Itaiteua:  Denominação atribuída tradicionalmente pela população, e na língua Tupi significa lugar de pedras ou metais grande.
- São João do Outeiro: Em função da antiga posse São João de Outeiro, como também por suas características físicas e geológicas em possuir muitas falésias em sua orla, bairro central da ilha de Caratateua, empresta seu nome para a ilha, informalmente chamada de Outeiro.

### Distrito Administrativo da Sacramenta (DASAC)
- Barreiro: Segundo fonte popular o barreiro surgiu, devido a grande quantidade de barro que era extraído naquela época.
- Fátima: Anteriormente denominado Matinha, devido a presença de matagais na região, passou-se chamar Fátima após a construção do Santuário de Fátima (Paróquia Nossa Senhora de Fátima).
- Maracangalha: Deve-se á antiga estrada da Maracangalha, hoje avenida Júlio César.
- Miramar: Originado pelo complexo de Usinas de Luz, (antiga Pará Elétrica / Força e Luz), e porto de descarga de Petróleo e derivados conhecido como Usina de Miramar.
- Pedreira: Antes da denominação dada a esta área da cidade, era conhecida a Pedreira do Guamá, lugar escolhido para o desembarque das forças imperiais que combateram os cabanos. A atual, como a primitiva Pedreira, deve seu nome, supostamente, às pedras que existiam em grande escala nas suas imediações.
- Sacramenta: Antes da abertura do bairro, houve a chamada rampa da Sacramenta, lugar tradicional, ligado possivelmente a alguma tradição da terra.
- Telégrafo: Tirou o nome do telégrafo sem fio, ali instalado. Este bairro teve, antes, a denominação de São João do Bruno.